# Isolationswächter
Ein Isolationswächter (auch Isolationsüberwachungsgerät) überwacht den Isolationszustand in IT-Netzen (lokale Niederspannungsnetze ohne betriebsmäßig geerdeten Sternpunkt). Er meldet die Unterschreitung eines minimalen Isolationswiderstandes.
Früher wurde dazu lediglich eine Strom- oder Spannungsmessung gegen Erde durchgeführt (Symmetrieabweichung), heute ist jedoch gefordert, dass auch symmetrische Isolationsfehler erkannt werden, was zusätzlich einen Prüfstrom erfordert.
Im Fehlerfall, bei Überschreitung des Isolationsfehlerstromes, kann entweder nur eine Warnung abgegeben oder auch eine Abschaltung des betreffenden Netzabganges durchgeführt werden.

## Geschichte
Der erste Isolationswächter wurde von Walther Hans Bender in Frankfurt/Oder entwickelt und beim Reichspatentamt im Jahr 1939 unter dem Namen A-Isometer zum Patent angemeldet (Patenturkunde 722348). Das Patent ist erloschen. Hierbei handelte es sich um die erste aktiv messende Isolationsüberwachungs- und Erdschlussanzeigeeinrichtung für Drehstromanlagen im Braunkohlebergbau.
Der Name Isometer wurde am 31. Juli 1952 beim Deutschen Patent- und Markenamt als Marke unter der Registrier-Nr. 622564 eingetragen. Inhaber ist bis heute die Bender GmbH & Co. KG.

## Anwendung und Funktion

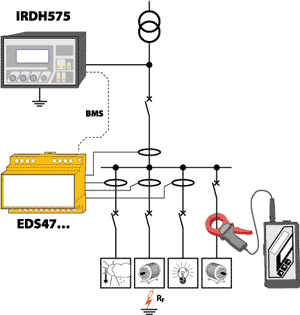
Isolationswächter mit Erdfehlersuche

Angewendet werden Isolationswächter dort, wo Stromversorgungen bzw. deren Abgänge Ein-Fehler-tolerant sein müssen, wo also ein einfacher Fehler (einpoliger Erdschluss) nicht zu einem Ausfall der Stromversorgung oder des betreffenden Abganges führen darf, wie zum Beispiel in Operationsräumen und Intensivstationen, in Eisenbahn-Stellwerken, in kritischen Bereichen in der Industrie, in konventionellen Kraftwerken und Photovoltaikanlagen, auf Schiffen oder in Elektrofahrzeugen.
Der erste Erdschluss ist in IT-Netzen deswegen unschädlich, weil die lediglich durch Leitungskapazitäten und Isolationswiderstände der Anlage hervorgerufenen Ströme klein sind. Bei kleiner räumlicher Ausdehnung des Netzes sind die Ableitströme im Fehlerfall so klein, dass sie auch ungefährlich sind.
Der Isolationswächter erkennt Erdschlüsse, Unsymmetrien und zu geringe Isolationswiderstände des Netzes. Er misst hierzu die Symmetrie der Spannungen beider Netzpole gegen Erde. Sind die Ableitströme der beiden Netzpole gleich, bleibt die Symmetrie erhalten. Um auch symmetrische Isolationsfehler erkennen zu können, speist der Wächter ein Prüfsignal asymmetrisch ins Netz ein (im einfachen Fall eine Gleichspannung) und misst die Reaktion des Netzes.
Isolationsfehler müssen gemeldet und zeitnah behoben werden. Wird ein erster Erdfehler nicht behoben, besteht bei einem zweiten Fehler die Gefahr, dass der Berührende einen Stromkreis über sich und die bereits bestehende Fehlerstelle schließt, wodurch ein gefährlicher Strom fließt. Aus diesem Grund ist die Lokalisierung und Beseitigung von Isolationsfehlern durch die DIN VDE 0100-410 (VDE 0100 Teil 410): 2007-06 zwingend vorgeschrieben. Um die Fehlersuche in der Anlage zu erleichtern, werden fest installierte und mobile Geräte zur Lokalisierung von Erdfehlern eingesetzt (englisch Earthfault Detection System, EDS). Sie beruhen auf der Differenzstrommessung und können mittels Stromwandler jeden Abzweig messen oder überwachen.
Ein verwandtes Verfahren mit ähnlicher Zielsetzung, welches im Hochspannungsbereich wie den Mittelspannungsnetzen eingesetzt wird, ist die Erdschlusskompensation, auch als Resonanzsternpunkterdung bezeichnet.

## Isolationsüberwachungsgeräte gemäß Norm DIN EN 61557-8
Dieser Teil der IEC 61557 legt Anforderungen für Isolationsüberwachungsgeräte (IMD) fest, die dauernd den Isolationswiderstand RF gegen Erde von ungeerdeten IT-Wechselspannungssystemen, von IT-Wechselspannungssystemen mit galvanisch verbundenen Gleichstromkreisen mit Nennspannungen bis AC 1000 V sowie von ungeerdeten IT-Gleichspannungssystemen bis DC 1500 V überwachen, unabhängig vom Messverfahren.
Nach DIN EN 61557-8 (VDE 0413-8) gilt: Isolationsüberwachungsgeräte müssen nach ihrem vorgegebenen Messprinzip in der Lage sein, sowohl symmetrische als auch unsymmetrische Isolationsverschlechterungen zu überwachen. Eine symmetrische Isolationsverschlechterung liegt dann vor, wenn sich der Isolationswiderstand aller Leiter des zu überwachenden Netzes (annähernd) gleichmäßig verringert. Eine unsymmetrische Isolationsverschlechterung liegt dann vor, wenn sich der Isolationswiderstand, z. B. eines Leiters wesentlich stärker verringert als der der (des) übrigen Leiter(s). So genannte Erdschlussüberwachungsrelais, die als alleiniges Messkriterium die bei Auftreten eines Erdschlusses entstehende Unsymmetriespannung (Verlagerungsspannung) nutzen, sind keine Isolationsüberwachungsgeräte im Sinne dieser Norm. Unter besonderen Netzbedingungen kann zum Erfüllen der Überwachungsaufgabe eine Kombination mehrerer Messverfahren notwendig sein, einschließlich einer Unsymmetrieüberwachung.

## Normen
- DIN EN DIN EN 61557-8 (VDE 0413-8):2015-12, „Elektrische Sicherheit in Niederspannungsnetzen bis AC 1000 V und DC 1500 V – Geräte zum Prüfen, Messen oder Überwachen von Schutzmaßnahmen – Teil 8: Isolationsüberwachungsgeräte für IT-Systeme“
- DIN EN DIN EN 61557-9 (VDE 0413-9):2015-10, „Elektrische Sicherheit in Niederspannungsnetzen bis AC 1000 V und DC 1500 V – Geräte zum Prüfen, Messen oder Überwachen von Schutzmaßnahmen – Teil 9: Einrichtungen zur Isolationsfehlersuche in IT-Systemen“
- IEC 61557-8:2014, "Electrical safety in low voltage distribution systems up to 1 000 V a.c. and 1 500 V d.c. - Equipment for testing, measuring or monitoring of protective measures - Part 8: Insulation monitoring devices for IT systems"
- IEC 61557-9:2014, "Electrical safety in low voltage distribution systems up to 1000 V a.c. and 1500 V d.c. - Equipment for testing, measuring or monitoring of protective measures - Part 9: Equipment for insulation fault location in IT systems"